# Municipio de Pink Hill
El municipio de Pink Hill (en inglés: Pink Hill Township) es un municipio ubicado en el  condado de Lenoir en el estado estadounidense de Carolina del Norte. En el año 2010 tenía una población de 3.039 habitantes.

## Geografía
El municipio de Pink Hill se encuentra ubicado en las coordenadas 35°3′22.35″N 77°44′36.34″O / 35.0562083, -77.7434278.